# КК Меридиана
КК Меридиана је српски кошаркашки клуб из Новог Сада. 

## Историја
КК Меридиана је основан 16. фебруара 2010. године. Седиште клуба је на Новом Насељу у Новом Саду. Клуб су основали Дарко Човић и Влатко Дрча. У сезони 2012/13. освојили су прво место у Другој лиги Србије и пласирали се у Кошаркашку лигу Србије. У својој првој сезони у КЛС освојили су претпоследње место и вратили се Другу лигу.